# NGC 5436
NGC 5436 is een spiraalvormig sterrenstelsel in het sterrenbeeld Ossenhoeder. Het hemelobject werd op 28 juni 1883 ontdekt door de Duitse astronoom Ernst Wilhelm Leberecht Tempel.

## Synoniemen
- UGC 8971
- MCG 2-36-25
- ZWG 74.71
- PGC 50104